# Antero Niittymäki
Antero Pertti Elias Niittymäki (* 18. Juni 1980 in Turku) ist ein ehemaliger finnischer Eishockeytorwart, der im Laufe seiner Karriere für die San Jose Sharks, Tampa Bay Lightning und Philadelphia Flyers in der National Hockey League sowie für TPS Turku in der SM-liiga aktiv war.

## Karriere
Niittymäki spielte bereits 1995 im Alter von 15 Jahren für die C-Junioren des Eishockeyklubs seiner Geburtsstadt, TPS Turku. In den folgenden Jahren bis 2001 einschließlich durchlief er den restlichen Juniorenbereich bis hin zu den Senioren, deren erste Mannschaft zu dieser Zeit zu den besten Mannschaften der finnischen SM-liiga gehörte. Bereits in der Saison 1998/99 gehörte der damals 18-jährige erstmals zum Kader, blieb aber hinter den Stammkräften Fredrik Norrena und Miikka Kiprusoff ohne Einsatz. Das Talent des jungen Schlussmanns war auch den Scouts der Franchises der National Hockey League nicht verborgen geblieben. So sicherten sich die Philadelphia Flyers vorzeitig im NHL Entry Draft 1998 in der sechsten Runde an 168. Stelle die Transferrechte an Niittymäkis Person. Ab 1999 gehörte Niittymäki zum Stammpersonal der ersten Mannschaft und bildete in den folgenden drei Jahren mit Norrena das Torhütergespann von TPS. Er hatte im Vorfeld zwar versucht nach Nordamerika zu wechseln, doch die allgemein gültige Wehrpflicht in Finnland verhinderte dies zumindest bis Januar 2001.
Nach drei Meistertiteln in den Jahren 1999, 2000 und 2001 mit TPS sowie der Auszeichnung zum besten Rookie des Jahres in Form der Trophäe Jarmo Wasaman muistopalkinto im Jahr 2000 wechselte der Finne im Sommer 2002 nach Nordamerika. Dort hatten ihn die Philadelphia Flyers zur Vertragsunterschrift gebracht und setzten ihn zunächst in der American Hockey League ein. So konnte sich Niittymäki im Flyers-Farmteam Philadelphia Phantoms an die kleinere nordamerikanische Eisfläche und das System gewöhnen. In der Spielzeit 2002/03 teilte er sich den Stammposten mit Neil Little und kam somit auf 40 Einsätze, von denen er 14 gewinnen konnte. In der folgenden Saison stand er erneut im Tor der Phantoms, gab im Verlauf des Spieljahres aber auch ein erfolgreiches Debüt in der NHL für die Flyers. Dem vorausgegangen waren Verletzungen der beiden etatmäßigen Torhüter Robert Esche und Jeff Hackett. Bei seinen drei Auftritten, die er allesamt Anfang Februar 2004 absolvierte, musste er jeweils nur ein Gegentor hinnehmen und verließ das Eis in allen Partien als Sieger. Ebenso sorgte Niittymäki in der American Hockey League für Aufsehen, als ihm am 11. April 2004 in einem Playoff-Spiel gegen die Hershey Bears das Kunststück gelang, den entscheidenden 3:2-Overtime-Siegtreffer seines Teams in Unterzahl zu erzielen. Im August 2004 unterzeichnete er einen neuen Zweijahresvertrag. Da die NHL-Saison 2004/05 einem Lockout zum Opfer fiel, verbrachte der inzwischen erfahrene Keeper eine weitere Spielzeit in der AHL bei den Phantoms. Mit 58 Einsätzen lief er im Verlauf der Saison Little den Stammposten ab, kam auf 58 Einsätze und gehörte zum Kader im AHL All-Star Classic. Ebenso gelang die Qualifikation für die Playoffs, an deren Ende die Phantoms den Calder Cup gewannen. Trotz namhafter Akteure wie Mike Richards, Patrick Sharp, R. J. Umberger, Jeff Carter, Dennis Seidenberg und Joni Pitkänen im siegreichen Kader wurde Niittymäki am Ende der Playoffs mit der Jack A. Butterfield Trophy als wertvollster Spieler ausgezeichnet.

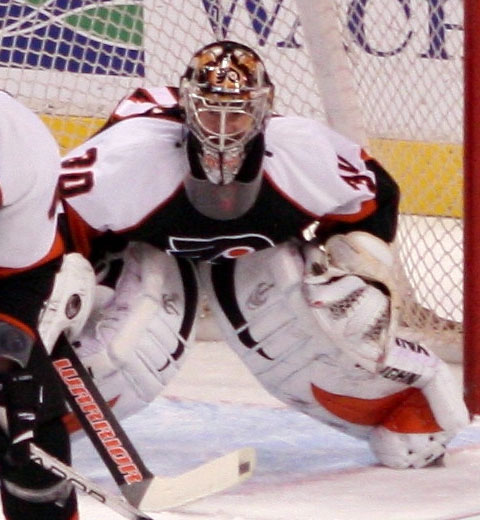
Niittymäki im Trikot der Philadelphia Flyers

Der Calder-Cup-Gewinn brachte für den Finnen den Durchbruch in Philadelphia mit sich. Mit Beginn der Saison 2005/06 war er Ersatztorhüter der Flyers in der NHL. Er teilte sich die Einsätze mit dem US-Amerikaner Esche, der im Saisonverlauf mit Verletzungssorgen zu kämpfen hatte. In seiner ersten kompletten NHL-Spielzeit brachte es der finnische Torwart auf 46 Einsätze, von denen er die Hälfte gewann. Vor Beginn der Spielzeit 2006/07 verletzte sich Niittymäki schwer an der linken Hüfte. Die behandelnden Ärzte entschieden sich dennoch gegen eine Operation, die Niittymäki sechs bis acht Wochen außer Gefecht gesetzt hätte. Ihm gelang es trotz der Verletzung den Stammplatz im Tor der Flyers von Esche zu übernehmen, ehe sich das Management Ende Februar 2007 entschied mit Martin Biron einen weiteren Torhüter zu verpflichten. Biron übernahm daraufhin die Stammposition von Niittymäki, der im Saisonverlauf lediglich neun von 52 Spielen gewinnen konnte. Als Birons Ersatzmann verbrachte er auch die folgenden beiden Spielzeiten in Philadelphia und kam im Schnitt auf 30 Einsätze pro Spieljahr. In diese Zeit fiel auch die überfällige Operation an seiner lädierten Hüfte im Sommer 2008.

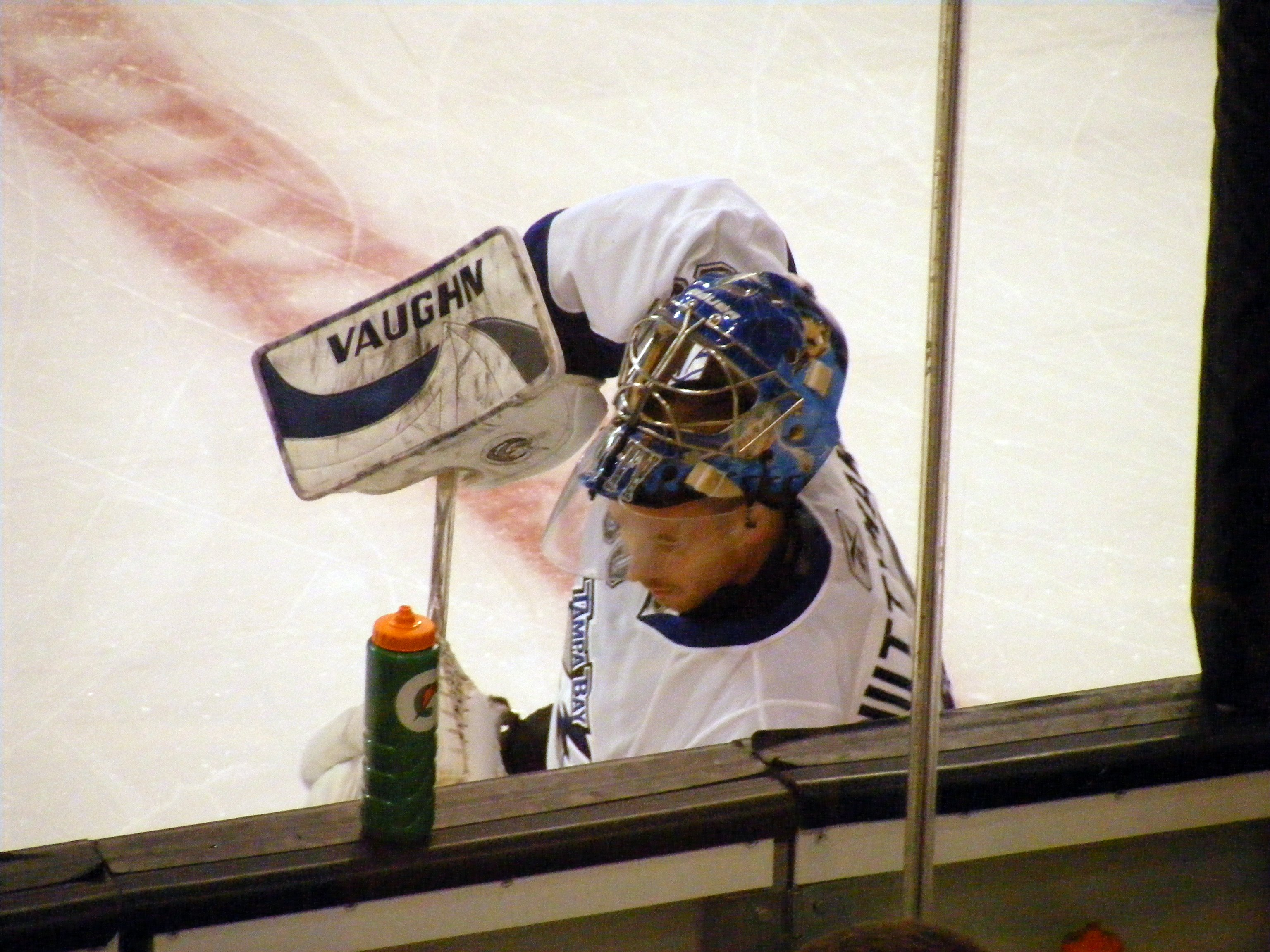
Niittymäki im Trikot der Tampa Bay Lightning

Im Sommer 2009 verpflichtete das Flyers-Management zu Beginn der Wechselperiode mit Ray Emery und Brian Boucher zwei neue Schlussmänner. Da Niittymäkis Vertrag ausgelaufen war, unterzeichnete er am 10. Juli 2009 einen Einjahresvertrag beim Ligakonkurrenten Tampa Bay Lightning. Der Finne bildete dort mit Mike Smith das Torhütergespann. Mit 49 Spielen absolvierte er wieder deutlich mehr als in den vorangegangenen beiden Spielzeiten. Auch spielte er wieder deutlich erfolgreicher und erhielt im weiteren Saisonverlauf immer öfter den Vorzug vor Smith. Die Lightning entschieden sich nach Auslaufen des Vertrages jedoch dazu, den Schlussmann nicht weiter zu verpflichten. Daraufhin nahmen ihn am 1. Juli 2010 die San Jose Sharks unter Vertrag, die im Vorfeld bekanntgegeben hatten, den auslaufenden Vertrag mit ihrem langjährigen Torwart Jewgeni Nabokow nicht zu verlängern. In der Saison 2010/11 bildete Niittymäki mit Antti Niemi das Torhüterduo der Sharks.
Im August 2012 kehrte er nach Europa zurück und wurde von seinem Heimatverein TPS Turku für ein Jahr unter Vertrag genommen. Anschließend beendete er seine Karriere aufgrund wiederkehrender Hüftprobleme und wurde European Scout der Philadelphia Flyers.

### International
Auf internationaler Ebene spielte Niittymäki erstmals bei der Junioren-Europameisterschaft 1998 für sein Heimatland. Dort kam er als Ersatzmann allerdings nur in einem Turnierspiel zum Einsatz. Die Mannschaft gewann letztlich die Silbermedaille. Zwei Jahre später war er Stammtorhüter bei der U20-Junioren-Weltmeisterschaft und brachte es ohne große Erfolge zu feiern auf fünf Einsätze.
Bei den Olympischen Winterspielen 2006 in Turin durfte Niittymäki erstmals für die finnische Seniorenauswahl auflaufen. Der Grund dafür lag darin, dass die etatmäßig vorgesehenen Kari Lehtonen und Miikka Kiprusoff verletzungsbedingt ausfielen. Niittymäki absolvierte im Verlauf des Turniers sechs Spiele. Mit drei Shutouts hatte er maßgeblichen Anteil daran, dass die Finnen ungeschlagen und zur Überraschung der Experten ins Finale des olympischen Eishockeyturniers einzogen. Dort verlor das Team knapp mit 2:3 gegen den Erzrivalen Schweden und errang die Silbermedaille. Niittymäki wurde zum wertvollsten Spieler des olympischen Turniers ernannt und außerdem als bester Torhüter ausgezeichnet sowie ins All-Star-Team berufen.
Zwei Monate später stand er für die finnische Mannschaft ebenfalls bei der Weltmeisterschaft 2006 in Lettland im Tor. Er begann die Weltmeisterschaft als Stammtorhüter, verletzte sich aber nach vier Spielen und wurde durch Fredrik Norrena ersetzt. Finnland gewann am Turnierende Bronze. Im Jahr 2010 gehörte Niittymäki nach fast vierjähriger Abstinenz im Nationalteam zum Kader für die Olympischen Winterspiele 2010 in Vancouver. Hinter Miikka Kiprusoff und Niklas Bäckström war er allerdings nur dritter Torwart und wurde beim abermaligen Gewinn einer Bronzemedaille nicht eingesetzt.

## Erfolge und Auszeichnungen
| - 1999 Finnischer Meister mit TPS Turku - 2000 Finnischer Meister mit TPS Turku - 2000 Jarmo Wasaman muistopalkinto - 2001 Finnischer Meister mit TPS Turku | - 2005 AHL All-Star Classic - 2005 Calder-Cup-Gewinn mit den Philadelphia Phantoms - 2005 Jack A. Butterfield Trophy |

### International
| - 1998 Silbermedaille bei der Junioren-Europameisterschaft - 2006 Silbermedaille bei den Olympischen Winterspielen - 2006 Wertvollster Spieler der Olympischen Winterspiele - 2006 Bester Torhüter der Olympischen Winterspiele | - 2006 All-Star-Team der Olympischen Winterspiele - 2006 Bronzemedaille bei der Weltmeisterschaft - 2010 Bronzemedaille bei den Olympischen Winterspielen |

## Karrierestatistik

### International
Vertrat Finnland bei:
| - Junioren-Europameisterschaft 1998 - U20-Junioren-Weltmeisterschaft 2000 - Olympischen Winterspielen 2006 | - Weltmeisterschaft 2006 - Olympischen Winterspielen 2010 |

(Legende zur Torhüterstatistik: GP oder Sp = Spiele insgesamt; W oder S = Siege; L oder N = Niederlagen; T oder U oder OT = Unentschieden oder Overtime- bzw. Shootout-Niederlage; Min. = Minuten; SOG oder SaT = Schüsse aufs Tor; GA oder GT = Gegentore; SO = Shutouts; GAA oder GTS = Gegentorschnitt; Sv% oder SVS% = Fangquote; EN = Empty Net Goal; 1 Play-downs/Relegation; Kursiv: Statistik nicht vollständig)